# 바크스투가

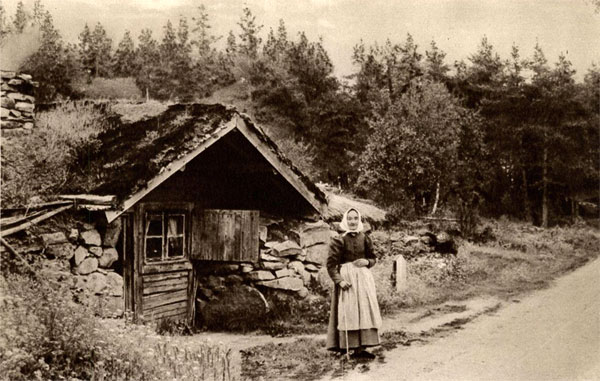
스웨덴 스몰란드의 토막집.

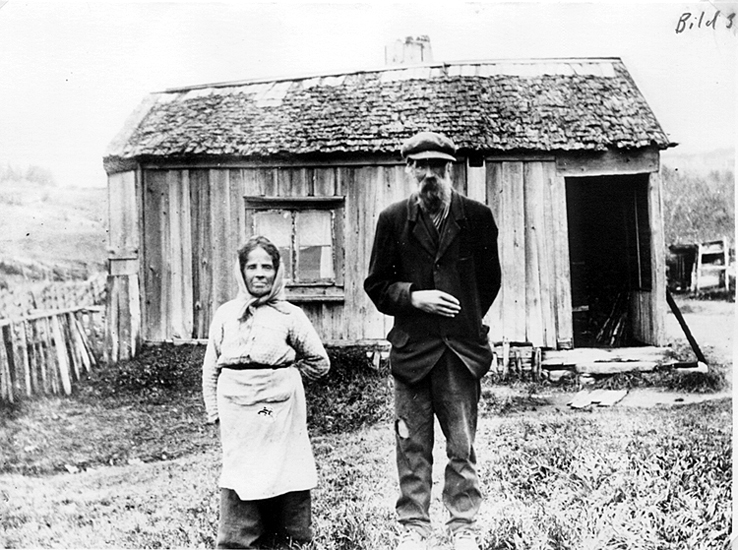
1900년경 스웨덴의 토막민.

바크스투가(스웨덴어: backstuga)는 스웨덴어로, 해석하면 "언덕(backe)+오두막(stuga)"이라는 뜻이다. 근대에 이르기까지 스웨덴 농촌사회에 존재했던 주거양식이자, 그런 주거양식을 지칭하는 법률용어였다. 스웨덴의 식민지배를 받은 핀란드에도 정확히 똑같은 매키투파(핀란드어: mäkitupa)가 있었다. 바크스투가/매키투파에 사는 사람을 바크스투구시타레/매키투팔라이넨(스웨덴어: backstugusittare, 핀란드어: mäkitupalainen)이라고 했으며, 해석하면 "언덕 오두막에 (눌러앉은) 사람"이라는 뜻이다.
주거양식으로서 바크스투가는 야트막한 언덕 내지 야산의 남쪽 사면을 파들어가 만들었다. 또는 평지를 파서 만들기도 했는데, 어느 쪽이든 결국 벽의 절반 가량은 지하에 존재하는 일종의 반지하 토막집이 된다. 이런 집들을 "흙오두막"이라는 뜻의 요르드스투가(스웨덴어: jordstuga)라고도 했고, 재질에 따라 "돌오두막집"이라고 스텐스투가(스웨덴어: stenstuga)라고도 했다. 이 언덕오두막집은 매우 협소해서 실내면적이 20 평방미터 정도에 불과했다. 당연히 바크스투구시타레/매키투팔라이넨들은 농촌에서 가장 극빈층에 속했다. 20세기 들어서 절대빈곤이 경감되면서 이런 식의 주거지는 점차 사라지게 되었다.
행정적 법률적 측면에서 바크스투가/매키투파란 토지 무소유자가 어떤 토지 소유자의 허락을 받지 않고 해당 토지에 세운 무허가 건축물이라는 의미로 통했다. 이런 무허가 토막집이 생겨나는 현상은 1600년대 초반부터 시작되었다고 하며, 정부 당국은 이것을 탈세행위로 보아 혐오했다.  집 자체는 그 집에 사는 가족의 가장의 소유일 텐데, 토지세는 집이 무단으로 지어진 땅의 지주에게 부과되기 때문이다. 그래서 최소한 농사에 쓸모가 없는 땅에 바크스투가/매키투파들이 지어졌다. 그 외에 마을 공유지 같은 곳도 흔히 지어지는 스폿이었다. 이 법률적인 측면의 바크스투가/매키투파란 말하자면 무허가 건축물을 가리키는 것이기 때문에, 토막민 같은 극빈층이 아니더라도 주거비용을 아끼려는 장인이나 농민, 더 이상 일할 수 없지만 돌봐줄 친지가 없는 노인이나 은퇴자 등이 거주하는 경우도 많았다.
원칙적으로 극빈층은 구빈원으로 보내야 했지만, 각 지자체에서는 그들을 구빈원으로 보내기보다 그냥 토막집에 살게 하고 주거료를 걷는 경우가 많았다. 이렇게 처리하는 것은 1864년까지 불법이었지만, 지자체들은 구빈원 조직화에 관심이 없었다. 한편 또다른 빈민 유형으로는 어느 농장에서 얼마씩 머물지 엄격하게 정해두고 농장들 사이를 떠돌아다니는 로테공이 있었다.
한편 아들이나 사위에게 재산을 홀라당 빼앗긴 지주가 바크스투가에 전입신고가 되는 경우도 있었다. 다만 여기서 바크스투가란 통계적 맥락이 있는 호구조사의 측면에서의 용어다. 교회 기록에서는 바크스투구시타레라는 말이 가지는 낙인 효과를 피하기 위해 "예외적 사람(스웨덴어: undantagsman 운단탁스만[*])", "예외적 과부(스웨덴어: undantagsänka 운단탁센카[*])" 같은 말을 사용했다.

## 같이 보기
- 수혈주거